# Onthophagus bechynei
Onthophagus bechynei là một loài bọ cánh cứng trong họ Bọ hung (Scarabaeidae).